# Ferenc Bene
Ferenc Bene (Balatonújlak, 17 dicembre 1944 – Budapest, 27 febbraio 2006) è stato un calciatore e allenatore di calcio ungherese, di ruolo attaccante.

## Carriera
Centravanti molto prolifico, Ferenc Bene realizzò almeno 508 gol in match ufficiali nell'arco dell'intera carriera (il numero esatto di partite disputate non è noto).
Con la maglia dell'Újpesti Dózsa mise a referto 344 marcature in 494 apparizioni tra campionato ungherese e coppe europee (non si hanno informazioni dettagliate riguardo a 14 edizioni di Magyar Kupa).
Tra le file del Sepsi-78 prese parte a due stagioni consecutive del campionato finlandese (39 presenze e 10 gol), ma non sono noti i dati relativi alla Suomen Cup. Infine giocò nel Volán SC (due annate nella massima divisione nazionale), nel Soroksári VOSE e nel Kecskemét (nelle serie minori) ma non si ha contezza di reti e incontri nelle competizioni magiare.
Considerando le presenze e le segnature nelle varie nazionali, è possibile dedurre che Bene abbia disputato in totale almeno 626 gare ufficiali (il numero è certamente molto maggiore, in quanto appunto mancano le statistiche inerenti a 18 edizioni di coppe nazionali e a 4 campionati) e messo a segno complessivamente almeno 97 gol nei tornei di cui non si hanno informazioni.

### Club
Bene trascorse la maggior parte della propria carriera all'Újpesti Dózsa, con cui giocò per 17 anni vincendo 8 campionato ungheresi e 3 Coppe d'Ungheria oltre a 6 titoli di capocannoniere del campionato ungherese. Con i Lilla disputò un totale di 417 partite in campionato, nelle quali segnò 303 gol; realizzò inoltre 41 reti nelle coppe europee (di cui 2 in 8 presenze durante la Coppa Piano Karl Rappan 1962-1963).
In seguito giocò anche per il Volán, il Sepsi-78 in Finlandia (39 gare di campionato e 10 centri), nuovamente per il Volán, il Soroksári VOSE e il Kecskemét.

### Nazionale
Bene esordì nella nazionale ungherese il 14 ottobre 1962 contro la Jugoslavia e giocò l'ultima volta quasi 17 anni dopo, il 12 settembre 1979 contro la Cecoslovacchia. In totale in nazionale disputò 76 partite segnando 36 reti, la prima delle quali il 19 ottobre 1963 contro la Germania Est. Con la nazionale ungherese nel 1964 partecipò agli Europei in Spagna, conclusi al terzo posto e di cui fu capocannoniere con 2 gol a pari merito con il connazionale Dezső Novák e lo spagnolo Jesús María Pereda. Nel 1966 prese parte ai Mondiali in Inghilterra, dove realizzò una rete in ognuna delle 4 partite giocate, e nel 1972 agli Europei in Belgio, conclusi al 4º posto senza però segnare alcun gol nella fase finale e non disputando la finale per il 3º posto.
Inoltre con la selezione olimpica disputò le Olimpiadi di Tokyo, dove vinse la medaglia d'oro e il titolo di capocannoniere con 12 reti in 5 partite (di cui 6 nella sola sfida contro il Marocco e una in finale contro la Cecoslovacchia). Detiene tuttora il primato come massimo realizzatore in una singola edizione delle Olimpiadi. Inoltre realizzò 6 centri in 3 presenze durante le qualificazioni ai Giochi Olimpici (dei quali ben 4 nel doppio confronto contro la Spagna). In totale, amichevoli internazionali comprese, con la casacca della rappresentativa ungherese a cinque a cerchi mise a referto 21 gol in 12 gare.
Dal conteggio vanno escluse le apparizioni al GANEFO - il torneo che si svolse nel 1963 in estremo Oriente come "anti- Olimpiadi" - poiché non riconosciuto dagli organismi internazionali. Si deve infine considerare che all'epoca il CIO obbligava le nazionali a partecipare alla manifestazione olimpica con atleti dilettanti, mentre le squadre del cosiddetto blocco sovietico potevano disporre dei migliori calciatori, in quanto non li consideravano professionisti e riuscivano così a raggiungere trionfi in seguito mai replicati. Ferenc Bene sfruttò questa condizione e concluse la carriera nelle varie nazionali con 57 marcature in 93 presenze ufficiali.

### Allenatore
Dopo essersi ritirato dal calcio giocato nel 1985, allenò le giovanili dell'Újpesti Dózsa e nella stagione 1992-1993 passò alla guida della prima squadra, che nel frattempo aveva cambiato il nome in Újpest Torna Egylet.

## Statistiche

### Cronologia presenze e reti in nazionale
| Cronologia completa delle presenze e delle reti in nazionale ― Ungheria | Cronologia completa delle presenze e delle reti in nazionale ― Ungheria | Cronologia completa delle presenze e delle reti in nazionale ― Ungheria | Cronologia completa delle presenze e delle reti in nazionale ― Ungheria | Cronologia completa delle presenze e delle reti in nazionale ― Ungheria | Cronologia completa delle presenze e delle reti in nazionale ― Ungheria | Cronologia completa delle presenze e delle reti in nazionale ― Ungheria | Cronologia completa delle presenze e delle reti in nazionale ― Ungheria |
| Data                                                                    | Città                                                                   | In casa | Risultato                                                               | Ospiti                                                                  | Competizione                                                            | Reti                                                                    | Note                                                                    |
| ----------------------------------------------------------------------- | ----------------------------------------------------------------------- | --- | ----------------------------------------------------------------------- | ----------------------------------------------------------------------- | ----------------------------------------------------------------------- | ----------------------------------------------------------------------- | ----------------------------------------------------------------------- |
| 14-10-1962                                                              | Budapest                                                                | Ungheria | 0 – 1                                                                   | Jugoslavia                                                              | Amichevole                                                              | -                                                                       |                                                                         |
| 2-6-1963                                                                | Praga                                                                   | Cecoslovacchia | 2 – 2                                                                   | Ungheria                                                                | Amichevole                                                              | -                                                                       |                                                                         |
| 19-10-1963                                                              | Berlino Est                                                             | Germania Est | 1 – 2                                                                   | Ungheria                                                                | Qual. Euro 1964                                                         | 1                                                                       |                                                                         |
| 27-10-1963                                                              | Budapest                                                                | Ungheria | 2 – 1                                                                   | Austria                                                                 | Amichevole                                                              | -                                                                       |                                                                         |
| 3-11-1963                                                               | Budapest                                                                | Ungheria | 3 – 3                                                                   | Germania Est                                                            | Qual. Euro 1964                                                         | 1                                                                       |                                                                         |
| 23-5-1964                                                               | Budapest                                                                | Ungheria | 2 – 1                                                                   | Francia                                                                 | Qual. Euro 1964                                                         | 1                                                                       |                                                                         |
| 17-6-1964                                                               | Madrid                                                                  | Spagna | 2 – 1 dts                                                               | Ungheria                                                                | Euro 1964 - Semifinale                                                  | 1                                                                       |                                                                         |
| 20-6-1964                                                               | Barcellona                                                              | Ungheria | 3 – 1 dts                                                               | Danimarca                                                               | Euro 1964 - Finale 3º posto                                             | 1                                                                       | 3º posto                                                                |
| 5-5-1965                                                                | Londra                                                                  | Inghilterra | 1 – 0                                                                   | Ungheria                                                                | Amichevole                                                              | -                                                                       |                                                                         |
| 23-5-1965                                                               | Lipsia                                                                  | Germania Est | 1 – 1                                                                   | Ungheria                                                                | Qual. Mondiali 1966                                                     | 1                                                                       |                                                                         |
| 13-6-1965                                                               | Vienna                                                                  | Austria | 0 – 1                                                                   | Ungheria                                                                | Qual. Mondiali 1966                                                     | -                                                                       |                                                                         |
| 27-6-1965                                                               | Budapest                                                                | Ungheria | 2 – 1                                                                   | Italia                                                                  | Amichevole                                                              | 1                                                                       |                                                                         |
| 5-9-1965                                                                | Budapest                                                                | Ungheria | 3 – 0                                                                   | Austria                                                                 | Qual. Mondiali 1966                                                     | -                                                                       |                                                                         |
| 9-10-1965                                                               | Budapest                                                                | Ungheria | 3 – 2                                                                   | Germania Est                                                            | Qual. Mondiali 1966                                                     | -                                                                       |                                                                         |
| 3-5-1966                                                                | Chorzów                                                                 | Polonia | 1 – 1                                                                   | Ungheria                                                                | Amichevole                                                              | 1                                                                       |                                                                         |
| 8-5-1966                                                                | Zagabria                                                                | Jugoslavia | 2 – 0                                                                   | Ungheria                                                                | Amichevole                                                              | -                                                                       |                                                                         |
| 5-6-1966                                                                | Budapest                                                                | Ungheria | 3 – 1                                                                   | Svizzera                                                                | Amichevole                                                              | 2                                                                       |                                                                         |
| 13-7-1966                                                               | Manchester                                                              | Portogallo | 3 – 1                                                                   | Ungheria                                                                | Mondiali 1966 - 1º turno                                                | 1                                                                       |                                                                         |
| 15-7-1966                                                               | Liverpool                                                               | Ungheria | 3 – 1                                                                   | Brasile                                                                 | Mondiali 1966 - 1º turno                                                | 1                                                                       |                                                                         |
| 20-7-1966                                                               | Manchester                                                              | Ungheria | 3 – 1                                                                   | Bulgaria                                                                | Mondiali 1966 - 1º turno                                                | 1                                                                       |                                                                         |
| 23-7-1966                                                               | Sunderland                                                              | [[Nazionale maschile di calcio dell' Unione Sovietica\| Unione Sovietica]] [[File: Flag of the Soviet Union (1936 – 1955).svg\|class=noviewer\| Unione Sovietica (bandiera)\|border\|20x16px]] | 2 – 1                                                                   | Ungheria                                                                | Mondiali 1966 - Quarti di finale                                        | 1                                                                       |                                                                         |
| 7-9-1966                                                                | Rotterdam                                                               | Paesi Bassi | 2 – 2                                                                   | Ungheria                                                                | Qual. Euro 1968                                                         | -                                                                       |                                                                         |
| 21-9-1966                                                               | Budapest                                                                | Ungheria | 6 – 0                                                                   | Danimarca                                                               | Qual. Euro 1968                                                         | 1                                                                       |                                                                         |
| 30-10-1966                                                              | Budapest                                                                | Ungheria | 3 – 1                                                                   | Austria                                                                 | Amichevole                                                              | -                                                                       |                                                                         |
| 23-4-1967                                                               | Budapest                                                                | Ungheria | 1 – 0                                                                   | Jugoslavia                                                              | Amichevole                                                              | 1                                                                       |                                                                         |
| 10-5-1967                                                               | Budapest                                                                | Ungheria | 2 – 1                                                                   | Paesi Bassi                                                             | Qual. Euro 1968                                                         | -                                                                       |                                                                         |
| 24-5-1967                                                               | Copenaghen                                                              | Danimarca | 0 – 2                                                                   | Ungheria                                                                | Qual. Euro 1968                                                         | 1                                                                       |                                                                         |
| 6-9-1967                                                                | Vienna                                                                  | Austria | 1 – 3                                                                   | Ungheria                                                                | Amichevole                                                              | 1                                                                       |                                                                         |
| 27-9-1967                                                               | Budapest                                                                | Ungheria | 3 – 1                                                                   | Germania Est                                                            | Qual. Euro 1968                                                         | -                                                                       |                                                                         |
| 29-10-1967                                                              | Lipsia                                                                  | Germania Est | 1 – 0                                                                   | Ungheria                                                                | Qual. Euro 1968                                                         | -                                                                       |                                                                         |
| 25-5-1969                                                               | Budapest                                                                | Ungheria | 2 – 0                                                                   | Cecoslovacchia                                                          | Qual. Mondiali 1970                                                     | -                                                                       |                                                                         |
| 8-6-1969                                                                | Dublino                                                                 | Irlanda | 1 – 2                                                                   | Ungheria                                                                | Qual. Mondiali 1970                                                     | 1                                                                       |                                                                         |
| 15-6-1969                                                               | Copenaghen                                                              | Danimarca | 3 – 2                                                                   | Ungheria                                                                | Qual. Mondiali 1970                                                     | 1                                                                       |                                                                         |
| 14-8-1969                                                               | Praga                                                                   | Cecoslovacchia | 3 – 3                                                                   | Ungheria                                                                | Qual. Mondiali 1970                                                     | 1                                                                       |                                                                         |
| 27-9-1969                                                               | Stoccolma                                                               | Svezia | 2 – 0                                                                   | Ungheria                                                                | Amichevole                                                              | -                                                                       |                                                                         |
| 22-10-1969                                                              | Budapest                                                                | Ungheria | 3 – 0                                                                   | Danimarca                                                               | Qual. Mondiali 1970                                                     | 2                                                                       |                                                                         |
| 5-11-1969                                                               | Budapest                                                                | Ungheria | 4 – 0                                                                   | Irlanda                                                                 | Qual. Mondiali 1970                                                     | 1                                                                       |                                                                         |
| 3-12-1969                                                               | Marsiglia                                                               | Cecoslovacchia | 4 – 1                                                                   | Ungheria                                                                | Qual. Mondiali 1970                                                     | -                                                                       |                                                                         |
| 12-4-1970                                                               | Belgrado                                                                | Jugoslavia | 2 – 2                                                                   | Ungheria                                                                | Amichevole                                                              | 1                                                                       |                                                                         |
| 2-5-1970                                                                | Budapest                                                                | Ungheria | 2 – 0                                                                   | Polonia                                                                 | Amichevole                                                              | -                                                                       |                                                                         |
| 16-5-1970                                                               | Budapest                                                                | Ungheria | 1 – 2                                                                   | Svezia                                                                  | Amichevole                                                              | -                                                                       |                                                                         |
| 9-9-1970                                                                | Norimberga                                                              | Germania Ovest | 3 – 1                                                                   | Ungheria                                                                | Amichevole                                                              | -                                                                       |                                                                         |
| 27-9-1970                                                               | Budapest                                                                | Ungheria | 1 – 1                                                                   | Austria                                                                 | Amichevole                                                              | -                                                                       |                                                                         |
| 7-10-1970                                                               | Oslo                                                                    | Norvegia | 1 – 3                                                                   | Ungheria                                                                | Qual. Euro 1972                                                         | 1                                                                       |                                                                         |
| 15-11-1970                                                              | Basilea                                                                 | Svizzera | 0 – 1                                                                   | Ungheria                                                                | Amichevole                                                              | -                                                                       |                                                                         |
| 4-4-1971                                                                | Vienna                                                                  | Austria | 0 – 2                                                                   | Ungheria                                                                | Amichevole                                                              | 2                                                                       |                                                                         |
| 24-4-1971                                                               | Budapest                                                                | Ungheria | 1 – 1                                                                   | Francia                                                                 | Qual. Euro 1972                                                         | -                                                                       |                                                                         |
| 21-7-1971                                                               | Rio de Janeiro                                                          | Brasile | 0 – 0                                                                   | Ungheria                                                                | Amichevole                                                              | -                                                                       |                                                                         |
| 1-9-1971                                                                | Budapest                                                                | Ungheria | 2 – 1                                                                   | Jugoslavia                                                              | Amichevole                                                              | -                                                                       |                                                                         |
| 25-9-1971                                                               | Budapest                                                                | Ungheria | 2 – 0                                                                   | Bulgaria                                                                | Qual. Euro 1972                                                         | -                                                                       |                                                                         |
| 9-10-1971                                                               | Parigi                                                                  | Francia | 0 – 2                                                                   | Ungheria                                                                | Qual. Euro 1972                                                         | 1                                                                       |                                                                         |
| 27-10-1971                                                              | Budapest                                                                | Ungheria | 4 – 0                                                                   | Norvegia                                                                | Qual. Euro 1972                                                         | 2                                                                       |                                                                         |
| 14-11-1971                                                              | La Valletta                                                             | Malta | 0 – 2                                                                   | Ungheria                                                                | Qual. Mondiali 1974                                                     | 2                                                                       |                                                                         |
| 12-1-1972                                                               | Madrid                                                                  | Spagna | 1 – 0                                                                   | Ungheria                                                                | Amichevole                                                              | -                                                                       |                                                                         |
| 29-3-1972                                                               | Budapest                                                                | Ungheria | 0 – 2                                                                   | Germania Ovest                                                          | Amichevole                                                              | -                                                                       |                                                                         |
| 29-4-1972                                                               | Budapest                                                                | Ungheria | 1 – 1                                                                   | Romania                                                                 | Qual. Euro 1972                                                         | -                                                                       |                                                                         |
| 6-5-1972                                                                | Budapest                                                                | Ungheria | 3 – 0                                                                   | Malta                                                                   | Qual. Mondiali 1974                                                     | 1                                                                       |                                                                         |
| 14-5-1972                                                               | Bucarest                                                                | Romania | 2 – 2                                                                   | Ungheria                                                                | Qual. Euro 1972                                                         | -                                                                       |                                                                         |
| 17-5-1972                                                               | Belgrado                                                                | Ungheria | 2 – 1                                                                   | Romania                                                                 | Qual. Euro 1972                                                         | -                                                                       |                                                                         |
| 25-5-1972                                                               | Stoccolma                                                               | Svezia | 0 – 0                                                                   | Ungheria                                                                | Qual. Mondiali 1974                                                     | -                                                                       |                                                                         |
| 14-6-1972                                                               | Bruxelles                                                               | Unione Sovietica | 1 – 0                                                                   | Ungheria                                                                | Qual. Euro 1972                                                         | -                                                                       |                                                                         |
| 29-4-1973                                                               | Budapest                                                                | Ungheria | 2 – 2                                                                   | Austria                                                                 | Qual. Mondiali 1974                                                     | -                                                                       |                                                                         |
| 16-5-1973                                                               | Karl-Marx-Stadt                                                         | Germania Est | 2 – 1                                                                   | Ungheria                                                                | Amichevole                                                              | -                                                                       |                                                                         |
| 12-6-1973                                                               | Budapest                                                                | Ungheria | 3 – 3                                                                   | Svezia                                                                  | Qual. Mondiali 1974                                                     | -                                                                       |                                                                         |
| 26-9-1973                                                               | Belgrado                                                                | Jugoslavia | 1 – 1                                                                   | Ungheria                                                                | Amichevole                                                              | 1                                                                       |                                                                         |
| 13-10-1973                                                              | Copenaghen                                                              | Danimarca | 2 – 2                                                                   | Ungheria                                                                | Amichevole                                                              | -                                                                       |                                                                         |
| 21-11-1973                                                              | Budapest                                                                | Ungheria | 0 – 1                                                                   | Germania Est                                                            | Amichevole                                                              | -                                                                       |                                                                         |
| 31-3-1974                                                               | Zalaegerszeg                                                            | Ungheria | 3 – 1                                                                   | Bulgaria                                                                | Amichevole                                                              | 1                                                                       |                                                                         |
| 17-4-1974                                                               | Dortmund                                                                | Germania Ovest | 5 – 0                                                                   | Ungheria                                                                | Amichevole                                                              | -                                                                       |                                                                         |
| 29-5-1974                                                               | Székesfehérvár                                                          | Ungheria | 3 – 2                                                                   | Jugoslavia                                                              | Amichevole                                                              | -                                                                       |                                                                         |
| 11-10-1974                                                              | Varna                                                                   | Bulgaria | 0 – 0                                                                   | Ungheria                                                                | Amichevole                                                              | -                                                                       |                                                                         |
| 4-12-1974                                                               | Szolnok                                                                 | Ungheria | 1 – 0                                                                   | Svizzera                                                                | Amichevole                                                              | -                                                                       |                                                                         |
| 16-6-1975                                                               | Parigi                                                                  | Francia | 1 – 0                                                                   | Ungheria                                                                | Amichevole                                                              | -                                                                       |                                                                         |
| 2-4-1975                                                                | Vienna                                                                  | Austria | 0 – 0                                                                   | Ungheria                                                                | Qual. Euro 1976                                                         | -                                                                       |                                                                         |
| 16-4-1975                                                               | Budapest                                                                | Ungheria | 1 – 2                                                                   | Galles                                                                  | Qual. Euro 1976                                                         | -                                                                       |                                                                         |
| 12-9-1979                                                               | Nyíregyháza                                                             | Ungheria | 2 – 1                                                                   | Cecoslovacchia                                                          | Amichevole                                                              | -                                                                       |                                                                         |
| Totale                                                                  |                                                                         | Presenze (24º posto) | 76                                                                      |                                                                         | Reti (7º posto)                                                         | 36                                                                      |                                                                         |

### Cronologia presenze e reti in nazionale alle Olimpiadi
| Cronologia completa delle presenze e delle reti in nazionale ― Ungheria Olimpica | Cronologia completa delle presenze e delle reti in nazionale ― Ungheria Olimpica | Cronologia completa delle presenze e delle reti in nazionale ― Ungheria Olimpica | Cronologia completa delle presenze e delle reti in nazionale ― Ungheria Olimpica | Cronologia completa delle presenze e delle reti in nazionale ― Ungheria Olimpica | Cronologia completa delle presenze e delle reti in nazionale ― Ungheria Olimpica | Cronologia completa delle presenze e delle reti in nazionale ― Ungheria Olimpica | Cronologia completa delle presenze e delle reti in nazionale ― Ungheria Olimpica |
| Data                                                                             | Città                                                                            | In casa                                                                          | Risultato                                                                        | Ospiti                                                                           | Competizione                                                                     | Reti                                                                             | Note                                                                             |
| -------------------------------------------------------------------------------- | -------------------------------------------------------------------------------- | -------------------------------------------------------------------------------- | -------------------------------------------------------------------------------- | -------------------------------------------------------------------------------- | -------------------------------------------------------------------------------- | -------------------------------------------------------------------------------- | -------------------------------------------------------------------------------- |
| 11-10-1964                                                                       | Tokyo                                                                            | Ungheria olimpica                                                                | 6 – 0                                                                            | Marocco olimpica                                                                 | Olimpiadi 1964 - 1º turno                                                        | 6                                                                                |                                                                                  |
| 15-10-1964                                                                       | Tokyo                                                                            | Jugoslavia olimpica                                                              | 5 – 6                                                                            | Ungheria olimpica                                                                | Olimpiadi 1964 - 1º turno                                                        | 1                                                                                |                                                                                  |
| 18-10-1964                                                                       | Yokohama                                                                         | Romania olimpica                                                                 | 0 – 2                                                                            | Ungheria olimpica                                                                | Olimpiadi 1964 - Quarti di finale                                                | -                                                                                |                                                                                  |
| 20-10-1964                                                                       | Tokyo                                                                            | Ungheria olimpica                                                                | 6 – 0                                                                            | Rep. Araba Unita olimpica                                                        | Olimpiadi 1964 - Semifinale                                                      | 4                                                                                |                                                                                  |
| 23-10-1964                                                                       | Tokyo                                                                            | Ungheria olimpica                                                                | 2 – 1                                                                            | Cecoslovacchia olimpica                                                          | Olimpiadi 1964 - Finale                                                          | 1                                                                                | [ 15 ]                                                                           |
| Totale                                                                           |                                                                                  | Presenze                                                                         | 5                                                                                |                                                                                  | Reti                                                                             | 12                                                                               |                                                                                  |

## Palmarès

### Giocatore

#### Club
- Campionato ungherese: 8

Újpesti Dózsa: 1969, 1970, 1970-1971, 1971-1972, 1972-1973, 1973-1974, 1974-1975, 1977-1978
- Coppa d'Ungheria: 3

Újpesti Dózsa: 1969, 1970, 1974-1975

#### Nazionale
- Oro olimpico: 1

Tokyo 1964

#### Individuale
- Capocannoniere del campionato ungherese: 6

1962-1963 (23 gol), 1964 (28 gol, a pari merito con Tichy), 1969 (27 gol), 1971-1972 (29 gol), 1972-1973 (23 gol), 1974-1975 (20 gol, a pari merito con Kozma)
- Capocannoniere dell'Europeo: 1

Spagna 1964 (2 gol, a pari merito con Pereda e Novák)
- Capocannoniere dei Giochi olimpici: 1

Tokyo 1964 (12 gol)